# Brigitte Werner
Brigitte Werner (* 18. Mai 1948 in Herne) ist eine deutsche Kinder- und Jugendbuchautorin.

## Leben
Brigitte Werner arbeitete von 1970 bis 1980 als Grundschullehrerin. 1982 gründete sie das Kindertheater Pappmobil, das 1990 den Förderpreis für freie Theater NRW erhielt. Zwischenzeitlich lebte sie in Gelsenkirchen, ist als freie Autorin tätig und wurde 1992 mit dem Förderpreis für Literatur der Stadt Gelsenkirchen ausgezeichnet. Mit ihrem Buch Ich, Jonas, genannt Pille, und die Sache mit der Liebe gewann sie den Prix Chronos 2013. Sie lebt und arbeitet in Herne.

## Werke
- Kotzmotz der Zauberer
- Weisst du auch, was in der Nacht Fledermausi gerne macht
- Denni, Klara und das Haus Nr. 5
- Zufälle Das Leben ist wunderbar
- Kabulski und Zilli-Ohwiewunderbarschön
- Crazy Dogs
- Ich, Jonas, genannt Pille, und die Sache mit der Liebe
- WUM und BUM und die Damen DING DONG